# Jemimah Kariuki
Jemimah Kariuki és una doctora kenyana especialitzada en medicina preventiva, salut materna i infantil. És la fundadora del Peace Club, iniciat com a resposta a la violència postelectoral el 2007, i del Club de Salut Pública (dedicat a la prevenció i la sensibilització contra el càncer de coll uterí). És resident en obstetrícia i ginecologia a l'Hospital Nacional Kenyatta, adscrit a la Universitat de Nairobi.
Com a estudiant d'obstetrícia i ginecologia, va notar un fort descens dels ingressos materns, però un augment de les complicacions durant la pandèmia de la COVID-19, especialment durant el toc de queda. El seu país ja era un dels països amb una mortalitat materna més alta, tant de les mares com dels fills; però el toc de queda va fer que augmentés, segons opinen els experts, a falta de dades oficials.
En adonar-se que l'accés a l'assistència sanitària es va retardar per les limitades opcions de transport, va proposar vehicles amb llicència que portaven les dones de casa a l'hospital. Aquesta idea va donar lloc a Wheels for Life, un servei gratuït d'ambulàncies.
El 23 de novembre del 2020 Kariuki va figurar a la llista de les 100 dones més influents de l'any que publica la BBC.